# Francis Coplan
 (septembre 2016).
Si vous disposez d'ouvrages ou d'articles de référence ou si vous connaissez des sites web de qualité traitant du thème abordé ici, merci de compléter l'article en donnant les références utiles à sa vérifiabilité et en les liant à la section « Notes et références ».
Pour les articles homonymes, voir Coplan (homonymie).
Francis Coplan est un personnage de fiction ayant donné son nom à une série de romans policiers et de romans d'espionnage. La série est un succès : en 1970, les romans mettant en scène Coplan se vendaient à 3,5 millions d'exemplaires par an dans le monde.

## Historique de la série
Les romans sont publiés sous le pseudonyme de Paul Kenny. Il s'agit en réalité du nom de plume de deux écrivains belges, Gaston Vandenpanhuyse (1913-1981) et Jean Libert (1913-1995). Ces derniers ont signé, à partir de fin 1952, 237 romans d'espionnage édités aux éditions Fleuve noir narrant les aventures de Francis Coplan, agent secret français du SDECE (ancêtre de la DGSE).
Gaston Van den Panhuyse et Jean Libert commencent la série fin 1952 quand Jean Bruce, auteur de OSS 117, quitte la maison d'édition Fleuve noir. Afin de combler le vide laissé par ce départ, l'éditeur demande aux deux écrivains belges de créer un personnage : ce sera Francis Coplan, alias FX 18.
La série se poursuit après la mort de Gaston Van Den Panhuyse en 1981. Dès lors, Jean Libert continue d'écrire jusqu'en 1989, puis c'est Serge Jacquemard qui prend sa suite jusqu'en 1996.

## Caractéristiques de la série
Le style est simple et efficace. Les intrigues sont bien documentées et permettent de voyager dans la Guerre froide et le Second empire colonial français déclinant. Contrairement aux autres espions de papier, FX 18 ne prend pas plaisir à tuer, mais se révèle parfois sans pitié lorsqu'il considère que sa sécurité ou celle du monde libre nécessitent des mesures radicales.

## Caractéristiques du personnage
Ayant une formation d'ingénieur, Francis Coplan fait partie du SDECE. Il est intelligent, courageux et athlétique. Il n'hésite pas, quand l'occasion se présente, à avoir des relations sexuelles avec des femmes rencontrées à l'occasion de ses enquêtes.
Il est de religion catholique, même si l'aspect religieux n'est quasiment pas évoqué dans les romans.
Son âge n'est jamais mentionné. Il fume régulièrement des Gitanes et boit du whisky.
Coplan travaille souvent en équipe avec deux de ses collègues, André Fondane et Jean Legay, sous la direction du « Vieux », inamovible et bienveillant patron du service de renseignement. Il lui arrive de travailler occasionnellement avec le commissaire Tourain, de la DST. Il a aussi parfois pour équipiers Delorme et Bazelais.
Dans le roman FX 18 relève le gant, Francis Coplan se décrit ainsi : « Je suis un homme parmi d'autres, ni meilleur ni pire, prononça-t-il en haussant les épaules. Un habitant de cette planète un peu folle où quelques-uns doivent se battre sans répit pour assurer la tranquillité de leurs contemporains. Le reste est sans intérêt. ».

## Adaptations audiovisuelles
- Films inspirés des livres de la série Coplan
  - 1957 : Action immédiate de Maurice Labro, avec Henri Vidal
  - 1964 : Coplan, agent secret FX 18 de Maurice Cloche, avec Ken Clark
  - 1964 : Coplan prend des risques de Maurice Labro, avec Dominique Paturel
  - 1965 : Coplan FX 18 casse tout de Riccardo Freda, avec Richard Wyler
  - 1967 : Coplan ouvre le feu à Mexico de Riccardo Freda, avec Lang Jeffries
  - 1968 : Coplan sauve sa peau d'Yves Boisset, avec Claudio Brook

- 1989-1991 : Coplan, série télévisée d'Yvan Butler, Gilles Béhat, Peter Kassovitz, Philippe Toledano et Roger Andrieux, avec Philippe Caroit

## Adaptation en bande dessinée
En 1969, par l'Espagnol José de Huéscar.